# Viktor Meyer-Eckhardt
Viktor Meyer-Eckhardt (* 22. September 1889 als Viktor Meyer in Hüsten (Westfalen); † 2. September 1952 in Breyell (Niederrhein)) war ein deutscher Schriftsteller.

## Leben
Viktor Meyer (in seinen Veröffentlichungen fügte er dem Familiennamen „Meyer“ den Geburtsnamen seiner Mutter „Eckhardt“ hinzu) war der Sohn eines Kunstmalers. Er besuchte die Volksschule in Olsberg und Daseburg. Nach dem Tode des Vaters im Jahre 1900 zog die Familie nach Düsseldorf, wo Meyer-Eckhardt ab 1902 das Gymnasium besuchte. 1909 legte er die Reifeprüfung ab; anschließend studierte er Germanistik, Romanistik und Philosophie an den Universitäten in
Bonn,
München,
Berlin und Leipzig. 1913 promovierte er in Leipzig mit einer Arbeit über die Lyrik
August von Platens zum Doktor der Philosophie. Meyer-Eckhardt nahm als Unteroffizier am Ersten Weltkrieg teil; zeitweise war er als Dolmetscher tätig.
Von 1919 bis 1923 arbeitete Meyer-Eckhardt als Bibliothekar in Düsseldorf. Er unternahm ausgedehnte Reisen, teilweise als Wanderungen, nach Italien, Griechenland und in den
Vorderen Orient. Ab 1923 lebte er als freier Schriftsteller in Leutherheide/Kreis Kempen-Krefeld.
Viktor Meyer-Eckhardts Werk besteht aus Romanen, Erzählungen, Reiseberichten und Gedichten. Seine Lyrik ist von des Autors Gegnerschaft zur literarischen Moderne, insbesondere zum Expressionismus, geprägt, dem Meyer-Eckhardt eine ausgesprochen formstrenge Dichtung entgegensetzte, die anfangs von den Vorbildern wie Goethe und Hölderlin, später dann vor allem von antiken griechischen Autoren beeinflusst war. Meyer-Eckhardts erzählerische Werke behandeln meist historische Themen, wie z. B. das Leben des mittelalterlichen Kaisers Friedrich II. in Der Herr des Endes. Seine Novelle Das Vergehen des Paul Wendelin (1922), die sich mit der Rolle der Offiziere im Ersten Weltkrieg kritisch auseinandersetzte, gehörte zu den von den Nazis 1933 verbrannten Büchern.

## Werke
- Platens Gaselen, Leipzig 1914 (unter dem Namen Victor Meyer)
- Der Bildner, Jena 1921
- Das Vergehen des Paul Wendelin, Braunschweig 1922
- Dionysos, Jena 1924
- Die Möbel des Herrn Berthélemy, Jena 1924
- Die Gemme, Jena 1926
- Das Marienleben, Jena 1927
- Das Glückshündlein von Adana, Berlin 1935
- Lobpreis der Hand, Düsseldorf 1935
- Gedichte, Langensalza [u. a.] 1936
- Stern über dem Chaos, Leipzig 1936
- Merlin und der Teufel, München 1937
- An Zeus, Berlin 1939
- Menschen im Feuer, Berlin 1939
- Orpheus, Berlin 1939
- Der Graf Mirabeau, Berlin 1940
- Die Zecher von Famagusta, Berlin 1940
- Die drei Hochzeiten und andere Novellen, Berlin 1941
- Über die Erkenntnis des Frommen, Düsseldorf 1946
- Der Herr des Endes, Düsseldorf 1948
- Madame Sodale, Düsseldorf [u. a.] 1950
- Die Geschichte von den zwei Gürteln oder Die Abenteuer des Johannes Meier von Soest, Düsseldorf [u. a.] 1951
- Wanderfahrten, Heidelberg [u. a.] 1964
- Der Herzog von Enghien, Ratingen [u. a.] 1973

## Belege
1. ↑  Bettina Hey’l: Victor Meyer-Eckhardts Erzähltexte über die französische Revolution, in: Osman Durrani, Julian Preece (Hrsg.): Travellers in Time and Space, Reisende durch Zeit und Raum. Der deutschsprachige historische Roman, Amsterdam – New York 2001, S. 91–110, hier S. 97 mit Anm. 22

| Personendaten    | Personendaten               |
| ---------------- | --------------------------- |
| NAME             | Meyer-Eckhardt, Viktor      |
| ALTERNATIVNAMEN  | Meyer, Viktor (Geburtsname) |
| KURZBESCHREIBUNG | deutscher Schriftsteller    |
| GEBURTSDATUM     | 22. September 1889          |
| GEBURTSORT       | Hüsten, Westfalen           |
| STERBEDATUM      | 2. September 1952           |
| STERBEORT        | Breyell, Niederrhein        |